# Kaingang (plemię)
Kaingang – indiańskie plemię z południowo-wschodniej Brazylii (rejon między rzekami Tietê i Ijuí), posługujące się językiem z rodziny jê. W XIX wieku zajmowali rozleglejsze tereny, aż do argentyńskiego departamentu Misiones. Populacja liczy ok. 34 tys. osób, co stanowi ok. 50% ludności z grupy Jê.

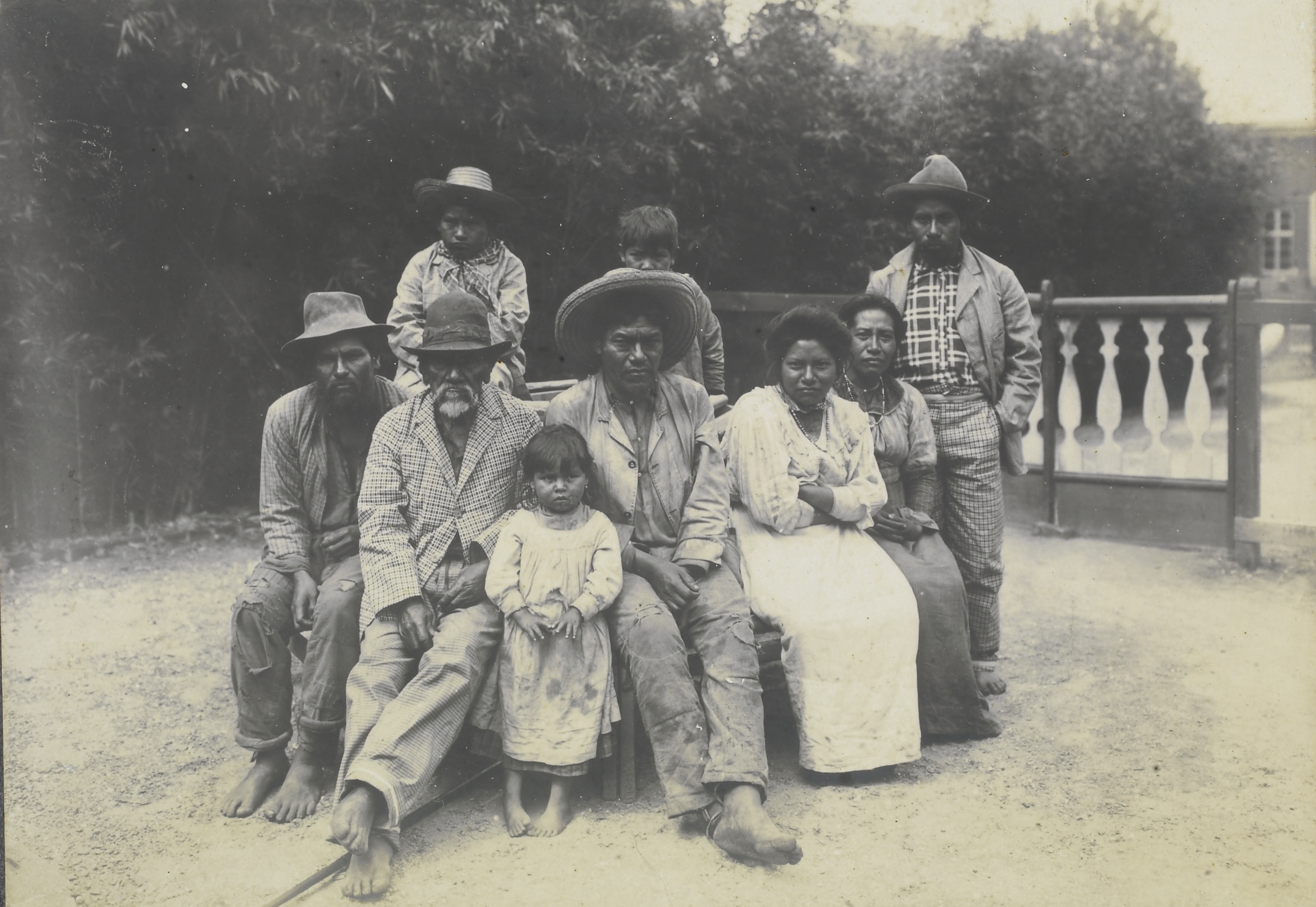
Ludzie Kaingang, 1910

## Historia

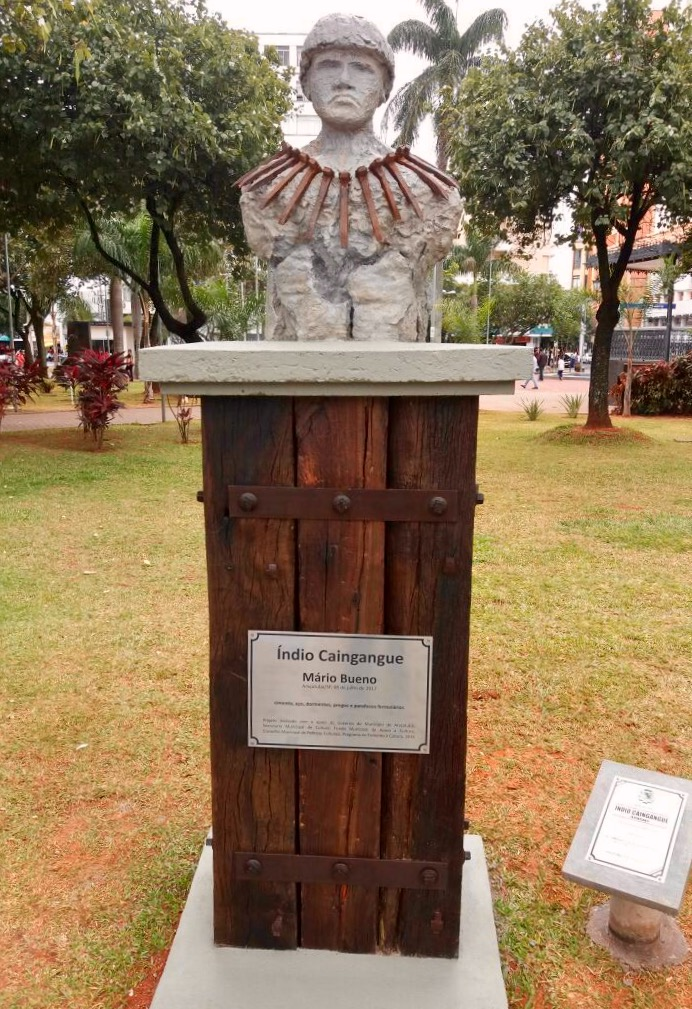
Rzeźba na cześć Kaingang na Praça Rui Barbosa w Araçatuba

Według Horty Barbosy, który w 1913 wygłosił opuiblikowany rok później referat, terytorium Kaingang w zachodniej części stanu São Paulo było ograniczone „dolnym biegiem rzeki Tietê, dolinami rzeki Feio lub Aguapeí i rzeki Do Peixe i rozciągało się do rzeki Paranapanema”. Takie terytorium jest również odnotowane na Mappa Ethnographico do Brazil Meridional (mapa etnograficzna południowej Brazylii), opublikowanej przez H. von Iheringa (1911) i opracowanej przez Curta Nimuendaju, etnologa, który ok. 1908 pracował dla Museu Paulista. Te informacje potwierdza badanie pt. Fragmentos Históricos da Localização Kaingang na Bacia do Rio Feio/Aguapeí (Historyczne fragmenty lokalizacji ziemi Kaingang w dorzeczu rzeki Feio/Aguapeí).
Zachodnia część São Paulo, rozległe terytorium, na którym, według badań archeologicznych, przez tysiąc lat żyli ludzie Kaingang, było celem kolonizacji i ekspansywnej uprawy kawy. Osadnicy zaczęli napływać tu na początku drugiej połowy XIX wieku i skupili się obrzeżach lasu. Początkowo nie było żadnych konfliktów z ludźmi Kaingang, którzy nie uważali przybycia osadników za powód do niepokoju. Jednak osadnicy opuścili peryferie i przedostali się przez las do okolic wiosek Kaingang. W 1905 nastąpił pierwszy atak rdzennych mieszkańców na geodetów. Byli oni członkami wypraw do rzeka Feio lub Aguapeí (1905) i do rzeki Do Peixe (1906) sponsorowanych przez Komisję Geograficzną i Geologiczną Stanu São Paulo. Po atakach powołano komisję śledczą, która oświadczyła, że zginęło mniej niż piętnaście osób z Europy. Jednocześnie w tym samym czasie odnotowano kilka masowych mordów całych wiosek Kaingang. W tym samym okresie ponad 500 kolejarzy zmarło z powodu chorób, co kolonizatorzy ukryli, zachęcając do przedstawiania rdzennej ludności jako głównej przeszkodą w budowie linii kolejowej i otwarciu plantacji. Przemoc była używana przez obie strony, jednak rdzenna ludność nie dysponowała dużą ilością broni i amunicji.
Nierdzenni mieszkańcy chcieli siać terror w celu zdobycia ziemi po niskich cenach. Pieniądze miały zostać przeznaczone na badania masowych zabójstw w wioskach Kaingang i na pokrycie kosztów śmierci pracowników w wyniku epidemii. Największe ataki na rdzenną ludność przeprowadzono w latach 1908, 1909 i 1910. Akcję wspierała firma kolejowa Estrada de Ferro Noroeste do Brasil (północno-zachodnia kolej Brazylii), bowiem kolej, która łączyła wschód (miasto Santos) z zachodem (Corumbá) do granica z Boliwią biegła wzdłuż granicy wodnej między rzekami Feio a Tietê, przechodząc przez terytorium Kaingang. Kolejarze wielokrotnie widywali rdzenną ludność przechodzącą przez tor kolejowy pokojowo, choć z lękiem. Niemniej następowały coraz bardziej brutalne ataki na rdzenną ludność. 
Nasilenie ataków z obu stron skłoniło niedawno stworzony Urząd ds. Ochrony Ludności Tubylczej, by użyć w stosunku do Kaingang siły. Rolę w budowaniu relacji między ludnością tubylczą a kolonizatorami odgrywała prasa i literatura. Pisano np., że Kaingang „są szczególnie okrutni, do tego stopnia, że nie zasługują na inne traktowanie przez ludzi cywilizowanych jak tylko ich całkowita eksterminacja”. W 1912 interwencja urzędu spowodowała, że ludzie Kaingang mieli zostać zgromadzeni w Ribeirão dos Patos. Następnie zostali przesiedleni do rdzennej ziemi Vanuire i do rdzennej ludności Icatu, gdzie pozostają do dziś.
W1895 powstało Museu Paulista, które upamiętnia m.in. historię budowy Estrada de Ferro Noroeste do Brasil oraz Urzędu ds. Ochrony Ludności Tubylczej. Ekspozycja pomija dyskryminację plemienia Kaingang przez nierdzennych mieszkańców. Opisy obiektów związanych z plemieniem, a znajdujących się w zbiorach muzeum, są szczątkowe (albo kompletnie błędne) i pozbawione kontekstu kolonialnego. Narracja na wystawach wzmacnia negatywny wizerunek ludu Kaingang. Dopiero w ostatnich latach podjęto działania mające na celu lepszy opis obiektów – porównano zbiory muzeum z artefaktami w innych placówkach, także poza Brazylią, oraz włączono przedstawicielstwo plemienia Kaingang do nowej kontekstualizacji przedmiotów.